# Lex Barten
Alexander Cornelis (Lex) Barten (Gouda, 24 oktober 1902 – 1945) was een Nederlandse illustrator, graficus, tekenaar en boekbandontwerper. 
Van hem zijn de volgende boekbandontwerpen bekend: Jong is ons harte, Liederenbundel, met tekeningen, uitgave van de Vrijzinnig Christelijke Jeugd Centrale, Utrecht in 1937.  Hij werkte ook voor W. de Haan in Utrecht en ontwierp daarvoor de banden en omslagen voor de boeken De Groote Uitverkoop door Vicky Baum uit 1937 en Liefde en dood op Bali eveneens door Vicky Baum in 1938 en ook voor De Ploeg in Utrecht maakte hij in 1928 een boekband. Het boekje Groeperen en ontwerpen. Beknopte handleiding bij het typografisch tekenen, verscheen bij Edecea in Hoorn in 1934.
Opleiding vooralsnog onbekend. Hij was leraar van Jan van Cleef.